# Thoralv Klaveness
Thoralv Klaveness (12. april 1866—2. februar 1937) var en norsk forfatter.
Klaveness, der var redaktør og ejer af Vestfold i Sandefjord indtil 1906, har skrevet digte, dramaer, fortællinger og givet på selvsyn grundede skildringer af nordmænds liv i Amerika. Klaveness gjorde sig i sin tid stærkt bemærket ved energisk arbejde for frifindelse af Thorvald Sletten, hvem han anså uskyldig dømt for mord.
Thoralv Klaveness' farbror var præsten Thorvald Klaveness (1844-1915).